# Cezary Wilk
Cezary Stefan Wilk (ur. 12 lutego 1986 w Warszawie) – polski piłkarz, występujący w latach 2005–2018 na pozycji pomocnika.
Cezary Wilk piłkarską karierę rozpoczynał w stołecznej Polonii. Latem 2005 roku warszawski klub zaoferował mu podpisanie kontraktu, jednak piłkarz wybrał propozycję Korony Kielce i stał się zawodnikiem beniaminka Ekstraklasy. Ze względu na brak miejsca w pierwszym składzie w rundzie jesiennej sezonu 2006/2007 przebywał na wypożyczeniu w ŁKS-ie. Po powrocie do Kielc, stał się podstawowym zawodnikiem swojego zespołu i jego ważną częścią, a w sezonie 2008/2009 swoimi dobrymi występami pomógł mu, po roku banicji, powrócić do gry w najwyższej polskiej klasie rozgrywkowej. W lipcu 2010 roku przeszedł do Wisły Kraków, z którą wygrał rozgrywki Ekstraklasy w sezonie 2010/2011. Karierę piłkarską zakończył w Hiszpanii, w latach 2013–2018 reprezentując barwy Deportivo La Coruña i Realu Saragossa.
Wilk grał w młodzieżowych reprezentacjach Polski. W drużynie U-21 zaliczył 11 występów i strzelił jednego gola. W reprezentacji do lat 23 zadebiutował we wrześniu 2009 roku w spotkaniu przeciwko Walii. W sumie zagrał w niej siedem razy, strzelając jedną bramkę. 10 grudnia 2010 roku zadebiutował w pierwszej reprezentacji Polski, w meczu z Bośnią i Hercegowiną.

## Dzieciństwo i życie prywatne
Cezary Wilk urodził się 12 lutego 1986 roku. Jego ojciec Sławomir był kolarzem i początkowo swoją pasją zaraził również syna. Młody Wilk, będąc we wczesnym wieku przedszkolnym wystartował w wyścigu na sto metrów. Wygrał go, jednak zarzucono mu, że nie miał numeru startowego, co spowodowało, że nie znalazł się nawet na podium. Ojciec Wilka pracował również jako dziennikarz – przebywał m.in. na XXVII Letnich Igrzyskach Olimpijskich w Sydney w 2000 roku, gdzie był polskim korespondentem.
Wilk tak jak większość juniorów Polonii Warszawa uczęszczał do klasy sportowej w Zespole Szkół Sportowych nr 72, co w dużym stopniu pomagało trenerom w prowadzeniu treningów i integracji zespołu. Żaden z chłopców nie miał problemów z nauką.

## Kariera klubowa

### Polonia Warszawa
Wiosną 1993 roku Wilk zobaczył ogłoszenie w gazecie o naborze do Polonii Warszawa. Wraz z ojcem udał się do klubu. Ówczesny opiekun grup młodzieżowych, Henryk Misiak stwierdził, że Wilk musi poczekać jeszcze trzy lata, ponieważ tak małych chłopców nie przyjmuje. Rozmowę zobaczył Piotr Strejlau, trener rocznika 1983, który pozwolił młodemu piłkarzami rozpocząć treningi z prowadzoną przez niego drużyną. Zajęcia z chłopcami o trzy lata starszymi wywarły duży wpływ na Wilka. Codziennie musiał grać z zawodnikami większymi i silniejszymi od siebie. Był również na innym etapie edukacji szkolnej. Na pierwszym juniorskim obozie miało nastąpić zaprzysiężenie na piłkarza Polonii. Należało złożyć podanie o przyjęcie do klubu. Starsi koledzy szybko je napisali, jednak Wilk nie potrafił tego zrobić. Udało mu się jednak wybrnąć z sytuacji ponieważ na zgrupowaniu przebywała również jego siostra i to ona napisała podanie, które młody Wilk jej podyktował.
W połowie lipca 2005 roku Wilk wystąpił na turnieju finałowym mistrzostw Polski juniorów starszych, gdzie jego zespół zdobył srebrny medal, a on został najlepszym pomocnikiem imprezy. Przed sezonem 2005/2006 Polonia zaproponowała Wilkowi półzawodową umowę (część pensji uzależniona od liczby występów w pierwszej drużynie), zawodnik rozpoczął treningi z pierwszym zespołem, a w drużynie chętnie go widział trener Dariusz Kubicki. Wilk chciał grać w Polonii, klub nie wykazał jednak determinacji, by zatrzymać go w drużynie. Ówczesny prezes Polonii, Jan Raniecki, stwierdził, że "takich piłkarzy jak Wilk to w Warszawie i okolicach jest na pęczki", dodatkowo zainteresowanie nim wyraziły również Amica Wronki i Korona Kielce. 3 sierpnia Wilk pojawił się na treningu kielczan i kilka dni później podpisał kontrakt z beniaminkiem Ekstraklasy.

### Korona Kielce

#### Początki gry w Koronie
Wilk w Koronie zadebiutował 21 września 2005 roku w spotkaniu pucharu Polski z Mazowszem Płock. Pojawił się wówczas na boisku w 49. minucie za kontuzjowanego Przemysława Cichonia i do końca pojedynku grał na nietypowej dla siebie pozycji – prawego obrońcy. 15 października 2005 roku zadebiutował w polskiej Ekstraklasie, pojawiając się na ostatnie cztery minuty w wygranym 3:0 meczu z Górnikiem Zabrze. Jedenaście dni później zagrał od pierwszych minut w rewanżowym meczu drugiej rundy pucharu Polski z Mazowszem Płock. Następnie kilkukrotnie pojawiał się w końcówkach meczów ligowych. 10 grudnia w spotkaniu Ekstraklasy z Odrą Wodzisław Śląski Wilk wyszedł w podstawowym składzie. W 74 minucie został ukarany drugą żółtą, a w konsekwencji czerwoną kartką. W sezonie 2005/2006 Wilk wystąpił łącznie w siedmiu meczach (czterech w Ekstraklasie i trzech pucharu Polski). W żadnym z nich nie wpisał się na listę strzelców. Korona zajęła w lidze wysokie piąte miejsce, zaś w pucharze Polski dotarła do półfinału w którym nie sprostała Zagłębiu Lubin.
Oficjalne występy w sezonie 2006/2007 Wilk rozpoczął od spotkania szóstej kolejki Ekstraklasy w której zagrał osiem minut przeciwko Górnikowi Łęczna. 24 października 2006 roku wystąpił w wygranym 5:0 spotkaniu pucharu Polski z Górnikiem Zabrze. W rundzie jesiennej nie dostawał wielu szans na pokazanie swoich umiejętności. Parę środkowych pomocników tworzyli najczęściej Mariusz Zganiacz i Brazylijczyk Hermes Neves Soares. W grudniu 2006 roku wraz z Pawłem Królem, innym zawodnikiem Korony przebywał na treningu Odry Wodzisław. Działacze śląskiego klubu nie zdecydowali się jednak na transfer, tłumacząc swoją decyzję, tym, że Wilk był wówczas jeszcze młody, a zespół poszukiwał graczy z doświadczeniem, którzy mogliby pomóc Odrze w utrzymaniu się w lidze.

#### Wypożyczenie do ŁKS
8 stycznia 2007 roku Wilk został wypożyczony na pół roku do beniaminka Ekstraklasy, ŁKSu Łódź. W jego barwach zadebiutował oficjalnie 24 lutego w spotkaniu pucharu Ekstraklasy z Legią Warszawa. Ówczesny trener ŁKS-u, Marek Chojnacki ufał młodemu pomocnikowi i regularnie wystawiał go w podstawowym składzie swojego zespołu. Wilk prezentował się dobrze, jednak jego ostra gra powodowała, że często karany był żółtym kartkami. 22 maja 2007 roku wystąpił przez pełne 90 minut w meczu z Koroną Kielce. Między innymi z powodu jego dobrej postawy ŁKS pokonał wówczas kielczan 2:1. Na wypożyczeniu w Łódzkim Klubie Sportowym Wilk rozegrał łącznie 16 meczów (14 w Ekstraklasie) i był ważnym ogniwem zespołu który w tabeli zajął na koniec sezonu dziewiątą lokatę. W czerwcu 2007 roku przebywał jeszcze z ŁKSem na zgrupowaniu w Stanach Zjednoczonych.

#### Powrót do Korony i gra w Młodej Ekstraklasie
Latem 2007 roku Wilk powrócił do Kielc i 19 czerwca pojawił się na pierwszym treningu Korony przed kolejnymi rozgrywkami. Sezon 2007/2008 rozpoczął od występów w zespole Młodej Ekstraklasy. 5 sierpnia strzelił w 90 minucie gola który dał drużynie zwycięstwo nad Lechem Poznań. W pierwszych czterech kolejkach czterokrotnie został ukarany żółtym kartonikiem. Jego dobra postawa w Młodej Ekstraklasie sprawiła, że regularnie grywał w rozgrywkach pucharu Ekstraklasy. Jesienią trzykrotnie pojawił się również na boiskach Ekstraklasy.

#### Awans do podstawowego składu

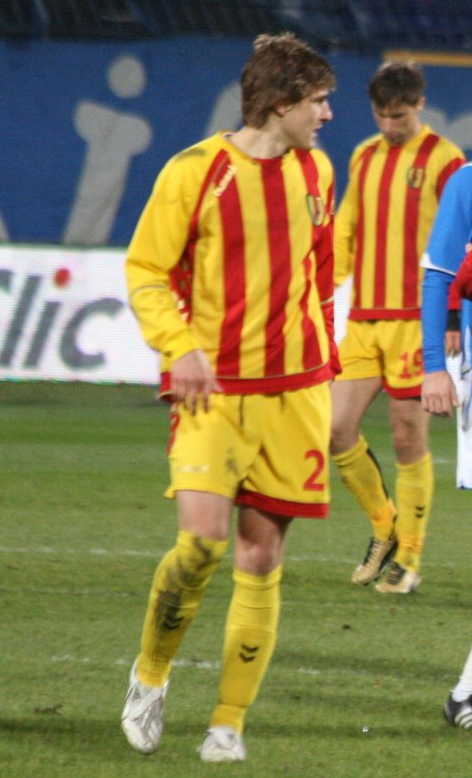
Wilk w barwach Korony

W rundzie wiosennej Wilk zdobył zaufanie trenera, Jacka Zielińskiego i zaczął regularnie grać w podstawowym składzie Korony. Był pewnym ogniwem kieleckiej drużyny. Duet środkowych pomocników tworzył najczęściej z Mariuszem Zganiaczem. Ostatecznie sezon 2007/2008 zakończył z czternastoma ligowym występami na koncie. Korona po raz kolejny uplasowała się w czołówce tabeli Ekstraklasy i zajęła szóste miejsce. W pucharze Polski odpadła w 1/8 finału, zaś w pucharze Ekstraklasy w fazie grupowej. Z powodu ujawnienia w kieleckim klubie korupcji, Korona została karnie zdegradowana do nowo utworzonej pierwszej ligi.
Na początku sezonu 2008/09, po karnej degradacji Korony do nowo utworzonej I ligi z klubu odeszło kilku kluczowych zawodników. Również Wilk był zdeterminowany do zmiany barw klubowych. Złożył do Wydziału Gier PZPN wniosek o rozwiązanie kontraktu z winy klubu, a jego zatrudnieniem zainteresowana była Cracovia. Zmienił jednak swoją decyzję i podpisał z Koroną nowy, trzyletni kontrakt. Do gry na środku pomocy kandydował Wilk, Mariusz Zganiacz i Tomasz Nowak. Ówczesny trener kieleckiego zespołu, Włodzimierz Gąsior ufał pierwszym dwóm. Korona pierwsze trzy mecze nowego sezonu przegrała, jednak później spisywała się coraz lepiej i na koniec rundy jesiennej zajmowała trzecie miejsce. Wiosną Wilk był piłkarzem od którego trenerzy rozpoczynali ustawianie podstawowego składu. W każdym meczu był wyróżniającym się zawodnikiem. Bardzo dobrze wywiązywał się z zadań, które przed nim stały. Odbierał dużą liczbę piłek, a później dokładnymi podaniami rozpoczynał akcje ofensywne Korony. Często próbował również uderzeń z dystansu. Po jednym z nich w meczu z Turem Turek Wilk zdobył gola. Bramka zapewniła Koronie bardzo ważne zwycięstwo. Ostatecznie kielecki zespół uplasował się na trzecim miejscu w tabeli, dającym prawo gry w barażach o Ekstraklasę. Te jednak się nie odbyły, ponieważ dzięki decyzji Komisji ds. Nagłych PZPN Korona uzyskała bezpośredni awans. Wilk wystąpił w trzydziestu spotkaniach i strzelił jednego gola.
Przed sezonem 2009/2010 do Korony z wypożyczenia wrócił Krzysztof Gajtkowski. Kontrakt podpisał również Paweł Buśkiewicz, zaś pod koniec sierpnia do zespołu dołączył Aleksandar Vuković. W pierwszej kolejce spotkań w meczu z Polonią Warszawa Wilk pojawił się na boisku w drugiej połowie, a w 84 minucie ustalił wynik pojedynku na 4:0. Była to jego pierwsza bramka na boiskach Ekstraklasy. Mimo udanego początku rozgrywek parę środkowych pomocników w następnych czterech meczach tworzyli najczęściej Mariusz Zganiacz wraz z Edim Andradiną. 11 września wystąpił od pierwszej minuty w spotkaniu z Odrą Wodzisław Śląski i od tamtego czasu regularnie pojawiał się w wyjściowym składzie Korony. 26 września zdobył gola na wagę zwycięstwa z Piastem Gliwice. Następnie trafiał również do siatki Dolcanu Ząbki, Lechii Gdańsk i Zagłębia Lubin. W rundzie jesiennej był najlepszym pomocnikiem Korony; doskonale radził sobie w odbiorze piłki. Wiosną nie utracił miejsca w wyjściowym składzie i regularnie grał przez 90 minut. W meczu z GKS–em Bełchatów otrzymał ósmą żółtą kartkę i musiał pauzować w spotkaniu z Arką Gdynia. Jego miejsce w kadrze na to spotkanie zajął Artur Jędrzejczyk. Powrócił na pojedynek z Legią i tak jak cały zespół zaprezentował się dobrze. Łącznie zagrał w 23 meczach Ekstraklasy, a kielecki klub uplasował się na szóstym miejscu w tabeli. Wilk przez cały sezon grał na swoim wysokim poziomie, dlatego był bardzo pewnym punktem Korony.

### Wisła Kraków

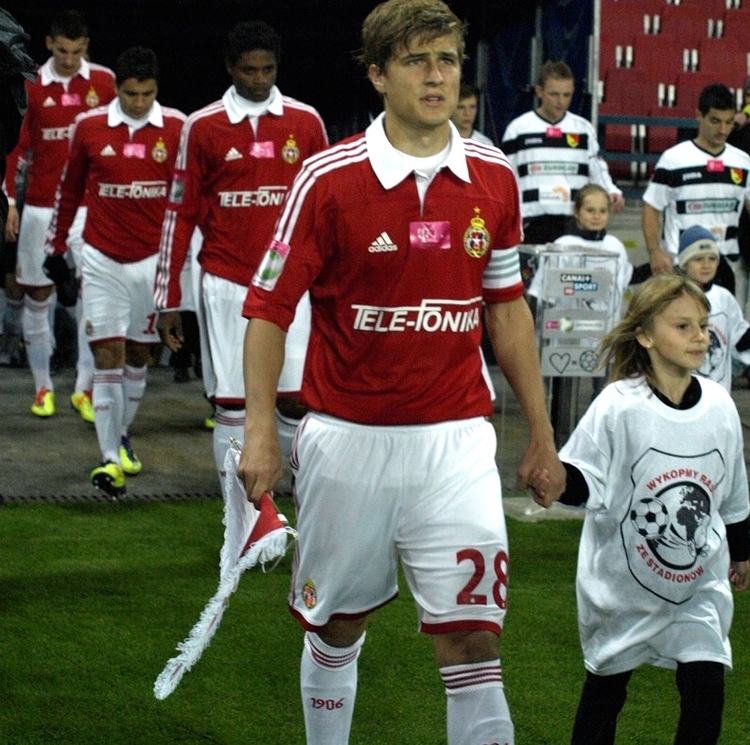
Wilk wyprowadza drużynę Wisły na boisko jako kapitan zespołu

22 lipca 2010 roku Korona poinformowała, że Wilk przejdzie do Wisły Kraków. Następnego dnia zawodnik podpisał z krakowskim klubem 4-letni kontrakt. Wilk zadebiutował w Wiśle 8 sierpnia w spotkaniu eliminacji Ligi Europy z Qarabağ Ağdam, na boisku pojawił się po przerwie, zastępując Dragana Paljicia. Trzy dni później zagrał po raz pierwszy w barwach "Białej Gwiazdy" w Ekstraklasie. W trzeciej kolejce Ekstraklasy, w spotkaniu z Widzewem wystąpił po raz pierwszy w podstawowym składzie Wisły zastępując kontuzjowanego Radosława Sobolewskiego. Zagrał w tym meczu bardzo dobrze. 17 września w ligowym meczu przeciwko swojej byłej drużynie Koronie Kielce zdobył swoją pierwszą bramkę dla "Białej Gwiazdy", skutecznie dobijając do bramki odbitą wcześniej od słupka piłkę po strzale Pawła Brożka. 12 listopada Wilk zdobył swoją drugą bramkę w barwach Wisły w Ekstraklasie, ustalając wynik spotkania z Legią Warszawa na 4:0. Pomimo tego, że Wilk w rundzie jesiennej nie zawsze wychodził na boisko w podstawowym składzie „Białej Gwiazdy", to gdy pojawiał się już na murawie, wnosił wiele pozytywnego do gry Wisły. Dobre występy na pozycji defensywnego pomocnika zaowocowały powołaniem do pierwszej reprezentacji Polski, a trener Wisły Robert Maaskant będąc gościem programu telewizyjnego „Liga+ Extra” umieścił Wilka w składzie optymalnej, jego zdaniem, drużyny Polski na EURO 2012.

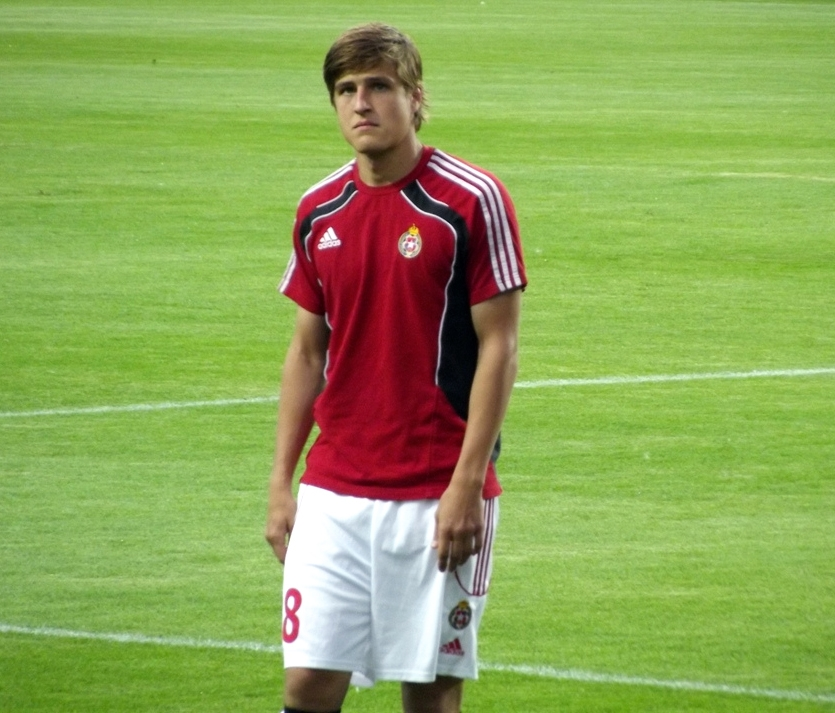
Wilk przed meczem z Liteksem, w którym zdobył swoją pierwszą bramkę w europejskich pucharach

W meczu sparingowym przed rundą wiosenną z norweskim Aalesunds FK, decyzją trenera Wisły, Wilk po raz pierwszy pełnił funkcję kapitana drużyny. Maaskant argumentował ten wybór tłumacząc, że Wilk ma doskonałą osobowość aby pełnić tę ważną rolę. W pierwszym meczu ligowym rundy wiosennej z Arką Gdynia, pierwszy raz kapitanował Wiśle w meczu o punkty, w zastępstwie pauzującego za kartki Radosława Sobolewskiego. Po powrocie do składu Sobolewskiego, Wilk zagrał w następnym meczu pojawiając się na boisku jako rezerwowy, a kolejne dwa spotkania ligowe spędził na ławce rezerwowych. 4 kwietnia w meczu z Koroną Kielce strzelił samobójczą bramkę w trzeciej minucie doliczonego czasu gry, która kosztowała Wisłę utratę prowadzenia, mecz zakończył się remisem. Dwie żółte kartki zobaczył w tym meczu Radosław Sobolewski i z powodu ich nadmiaru musiał pauzować w następnym meczu z GKSem Bełchatów. W wyjściowym składzie „Białej Gwiazdy” zastąpił go Wilk, który zdobył w tym spotkaniu swoją trzecią bramkę w sezonie. Kolejne dwa mecze Wisła przegrała, a Wilk przesiedział oba spotkania na ławce rezerwowych. Wtedy to trener Wisły zdecydował się na zmianę taktyki i grę dwoma defensywnymi pomocnikami. Do wyjściowego składu krakowskiego zespołu wskoczył wtedy Wilk, a Wisła wygrała trzy kolejne spotkania, po derbowym meczu z Cracovią zapewniając sobie zwycięstwo w rozgrywkach Ekstraklasy na trzy kolejki przed końcem sezonu. Dla Wilka był to pierwszy tytuł Mistrza Polski w karierze.
Wisła rozpoczęła eliminacje do Ligi Mistrzów dwumeczem z łotewskim Skonto. Wilk asystował przy bramce Ivicy Ilieva w rewanżowym spotkaniu, a Wisła pewnie awansowała do następnej rundy. Zmierzyła się w niej z bułgarskim Liteksem Łowecz. Wilk w pierwszym meczu zaliczył asystę przy zwycięskim golu strzelonym przez Maora Meliksona, natomiast w rewanżu zdobył swoją pierwszą bramkę w europejskich pucharach, ustalając wynik spotkania na 3:1 dla „Białej Gwiazdy". W rundzie play-off przeciwnikiem krakowskiego klubu był cypryjski APOEL FC. Wisła wygrała pierwsze spotkanie u siebie 1:0 po golu Patryka Małeckiego. W rewanżowym meczu kontaktową bramkę na 1:2 strzelił Wilk, Wisła jednak na trzy minuty przed końcem regulaminowego czasu gry straciła trzecią bramkę i przegrywając ostatecznie spotkanie 1:3 nie awansowała do fazy grupowej Ligi Mistrzów.
7 sierpnia 2013 PZPN rozwiązał kontrakt zawodnika z krakowskim klubem. 10 sierpnia przeszedł badania lekarskie w Deportivo La Coruña, pierwszy trening z zespołem odbył dwa dni później.

### Deportivo La Coruña
13 sierpnia 2013 podpisał kontrakt z Deportivo La Coruña i został oficjalnie przedstawiony jako nowy zawodnik galicyjskiego klubu. Umowa została podpisana na dwa lata. Wilk zadebiutował w zespole 24 sierpnia 2013 w meczu z Córdobą CF, w którym został zmieniony w 59. minucie przez Bicho. 29 października 2013 doznał kontuzji stopy na treningu. Na początku sądzono, że uraz nie jest poważny, jednak później okazało się, że z powodu kontuzji nie zagra z Realem Madryt B. Później podano, że Wilk będzie pauzował co najmniej 2 miesiące, gdyż doznał złamania kości śródstopia w prawej nodze.

### Real Saragossa
7 lipca 2015 Wilk dołączył do Realu Saragossa, związał się dwuletnim kontraktem. 20 marca 2018 – po poważnych zmaganiach z kontuzjami, z ostatnim meczem ligowym w karierze rozegranym we wrześniu 2016 – ogłosił zakończenie kariery.

## Kariera reprezentacyjna

### U-21
Cezary Wilk regularnie powoływany był do reprezentacji U-21. Zadebiutował w niej 26 marca 2007 roku w towarzyskim spotkaniu z rówieśnikami z Łotwy w którym wyszedł w podstawowym składzie. W 56 minucie strzelił gola na 2:0, który przypieczętował zwycięstwo Polaków. Kwadrans później został zmieniony przez Adriana Plutę. 28 marca Wilk zagrał w przegranym 0:1 pojedynku z reprezentacją Rumunii. Następnie był podstawowym zawodnikiem zespołu, który grał w eliminacjach do Młodzieżowych Mistrzostw Europy. W ich ramach wystąpił w pięciu meczach; nie zagrał w pojedynku z Rosją, przegranym 0:2 spotkaniu z Hiszpanią oraz wygranym meczu z Gruzją. W międzyczasie wystąpił m.in. w towarzyskich pojedynkach z Holandią i ze Słowacją.

### U-23
W reprezentacji Polski U-23 Wilk zadebiutował 8 września 2009 roku w jej premierowym spotkaniu przeciwko Walii, w którym na boisku pojawił się w 84 minucie, zmieniając Krzysztofa Króla. Dwa tygodnie później został powołany przez Radosława Mroczkowskiego oraz Andrzeja Dawidziuka, na pierwszy mecz w ramach turnieju International Challenge Trophy z Portugalią. W spotkaniu, które odbyło się 11 października w Sandomierzu, Wilk wyszedł w podstawowym składzie i grał przez pełne 90 minut. Pojedynek zakończył się bezbramkowym remisem, zaś piłkarz został ukarany żółtą kartką. Na początku listopada został powołany na towarzyski mecz z Anglią C w którym wystąpił w pierwszej połowie, po czym został zmieniony przez Jakuba Smektałę. 11 sierpnia 2010 roku wystąpił w drugim spotkaniu turnieju International Challenge Trophy z Irlandią Północną. Na przełomie sierpnia i września zagrał w dwóch towarzyskich meczach z Uzbekistanem oraz Iranem. 9 października zdobył swoją pierwszą bramkę w reprezentacji U-23, w towarzyskim meczu z Iranem, zakończonym remisem 1:1.

### Reprezentacja A
Pod koniec listopada 2010 roku Wilk został po raz pierwszy powołany do seniorskiej reprezentacji Polski przez selekcjonera Franciszka Smudę, na zgrupowanie w Turcji i mecz towarzyski z reprezentacją Bośni i Hercegowiny. Zadebiutował w reprezentacji pojawiając się na boisku w drugiej połowie tego spotkania. Drugi występ zanotował 6 lutego 2011 roku w następnym meczu reprezentacji z Mołdawią. Wilk był powołany do kadry na kolejne cztery mecze drużyny narodowej, nie zagrał jednak w żadnym ze spotkań. Otrzymał również powołanie na wrześniowe spotkania z Meksykiem i Niemcami, jednak ponownie był tylko rezerwowym w obu meczach.

## Statystyki

### Klubowe
(stan na 3 stycznia 2015)
| Klub                | Sezon               | Liga                | Liga  | Liga   | Puchary krajowe | Puchary krajowe | Puchary europejskie | Puchary europejskie | Suma  | Suma   |
| Klub                | Sezon               | Liga                | Mecze | Bramki | Mecze           | Bramki          | Mecze               | Bramki              | Mecze | Bramki |
| ------------------- | ------------------- | ------------------- | ----- | ------ | --------------- | --------------- | ------------------- | ------------------- | ----- | ------ |
| Korona Kielce       | 2005–2006           | Ekstraklasa         | 4     | 0      | 3               | 0               | –                   | –                   | 7     | 0      |
| Korona Kielce       | 2006–2007 (j)       | Ekstraklasa         | 3     | 0      | 3               | 0               | –                   | –                   | 6     | 0      |
| ŁKS Łódź (wyp.)     | 2006–2007 (w)       | Ekstraklasa         | 14    | 0      | 2               | 0               | –                   | –                   | 16    | 0      |
| Korona Kielce       | 2007–2008           | Ekstraklasa         | 14    | 0      | 5               | 0               | –                   | –                   | 19    | 0      |
| Korona Kielce       | 2008–2009           | I Liga              | 30    | 1      | 0               | 0               | –                   | –                   | 30    | 1      |
| Korona Kielce       | 2009–2010           | Ekstraklasa         | 23    | 4      | 4               | 1               | –                   | –                   | 27    | 5      |
| Wisła Kraków        | 2010–2011           | Ekstraklasa         | 22    | 3      | 3               | 0               | 1                   | 0                   | 26    | 3      |
| Wisła Kraków        | 2011–2012           | Ekstraklasa         | 25    | 0      | 5               | 0               | 13                  | 2                   | 43    | 2      |
| Wisła Kraków        | 2012–2013           | Ekstraklasa         | 28    | 1      | 6               | 1               | –                   | –                   | 34    | 2      |
| Wisła Kraków        | 2013–2014 (j)       | Ekstraklasa         | 3     | 0      | –               | –               | –                   | –                   | 3     | 0      |
| Deportivo La Coruña | 2013–2014           | Segunda División    | 19    | 0      | 1               | 0               | –                   | –                   | 20    | 0      |
| Deportivo La Coruña | 2014–2015           | Primera División    | 11    | 0      | 2               | 0               | –                   | –                   | 13    | 0      |
| Suma                | Korona Kielce       | Korona Kielce       | 74    | 5      | 15              | 1               | –                   | –                   | 89    | 6      |
| Suma                | Wisła Kraków        | Wisła Kraków        | 78    | 4      | 14              | 1               | 14                  | 2                   | 106   | 7      |
| Suma                | Deportivo La Coruña | Deportivo La Coruña | 30    | 0      | 3               | 0               | –                   | –                   | 33    | 0      |

Legenda
- j – runda jesienna
- w – runda wiosenna

### Reprezentacyjne
(stan na 6 lutego 2011)
| Mecze i gole w reprezentacji | Mecze i gole w reprezentacji | Mecze i gole w reprezentacji | Mecze i gole w reprezentacji | Mecze i gole w reprezentacji | Mecze i gole w reprezentacji | Mecze i gole w reprezentacji |
| #                            | Data                         | Miasto                       | Przeciwnik                   | Gol                          | Wynik                        | Rozgrywki                    |
| ---------------------------- | ---------------------------- | ---------------------------- | ---------------------------- | ---------------------------- | ---------------------------- | ---------------------------- |
| 1.                           | 10.12.2010                   | Antalya                      | Bośnia i Hercegowina         |                              | 2:2                          | towarzyski                   |
| 2.                           | 06.02.2011                   | Vila Real de Santo António   | Mołdawia                     |                              | 1:0                          | towarzyski                   |

## Styl gry
Cezary Wilk był piłkarzem prawonożnym i najczęściej występował jako defensywny pomocnik. W trakcie meczów odbierał dużą liczbę piłek, a później dokładnymi podaniami rozpoczynał akcje ofensywne. Posiadał bardzo silne uderzenie i dysponował znakomitym przeglądem pola. Był zawodnikiem spokojnym, chłodno patrzącym na wiele boiskowych wydarzeń, lecz walczącym o każdą piłkę. Były trener Korony, Marek Motyka, nazwał go "wojownikiem".

## Osiągnięcia

### Wisła Kraków
- Mistrzostwo Polski: 2010/2011